# Келреутерија
Келреутерија (Koelreuteria paniculata Laxm.) је добила научни назив рода по Келројтеру (Joseph Gottlieb Kölreuter, 1733–1806), професору историје природе  из Карлсруеа, док епитет врсте paniculata на латинском значи метличаста, због цвасти. Назив је дао руски хемичар, ботаничар и географ шведског порекла Лаксман (Erik Gustavovich Laxmann, 1737-1796). Српски назив је келреутерија, а ређе лампион дрво.

## Опис врсте
Ниско листопадно дрво висине до 15 m. У урбаним просторима као сађена украсна биљка обично је нижа него на природном станишту. У повољним условима са доста сунца и топлим летом брзо расте али нема дуг животни век. Крунa широкa, округластa, прозрачнa. Младе гранчице у почетку густо длакаве, касније оголе. Пупољци спирално распоређени, крупни, трбушасти, при дну сужени, а при врху зашиљени или тупи. 
Листови наизменични, непарно перасти, до 35 cm дуги и 18 cm широки, састављени од 7-15 наспрамних лиски од којих су средњи парови највећи. Руб лиски је грубо тестераст. У јесен листови добијају живописну бронзаноцрвену боју. 
Цветови су жути и формирају до 40 cm дуге, терминалне, усправне метличасте цвасти. Могу бити мушки, женски или хермафродитни. Чашица је мала, петочлана, дубоко урезана. Крунични листићи су незнатно повијени уназад и има их четири. Има осам прашника. Време цветања: јули-август. 
Плод троока, висећа, надувена пергаментаста чаура која је у стадијуму зрелости светлосмеђа и отвара се на три дела. Сазрева у септембру и остаје преко зиме. Семе је црно, голо и сјајно, величине грашка, обично по једно у свакој прегради чауре. Семе без ендосперма са спирално увијеним котиледонима

## Ареал
Од природе је распрострањена у источној Азији, Кини и Кореји. Расте на  влажним стаништима, на заравнима и на сиромашним земљиштима у изданачким шумама. Опсег интродукције је широк, натурализована је у Јапану, Америци и Европи. .

## Биоеколошке карактеристике
Хелиофилна је врста скромних захтева у погледу квалитета земљишта; успева на већини типова, а највише јој одговарају глиновита. Подноси ниске температуре до –10оС али је осетљива на ниже, млади избојци су осетљиви на касне мразеве у пролеће.

## Значај
Популарна је као украсна биљка у деловима света са умереном климом због декоративних цветова, листова, и плодова. Користи се као солитерна, за дрвореде, око паркинга и сл. Веома отпорна на градске услове, сушу, збијено земљиште, соли, аерозагађење. Отпорна на ветар па се користи и у ветрозаштитним појасевима. Печено семе је јестиво, као и  кувани млади листови и избојци, али није у широј употреби. Медоносна врста. Цветови су лековити и користе се за лечење конјуктивитиса. Из цветова се добија жута боја а из семена црна.
Може да се рашири и постане инвазивна у областима са благом зимом. У појединим областима као што је источни део САД, посебно Флорида, сматра се инвазивном врстом. Код нас келреутерија има низак степен инвазивности.

## Размножавање
Семеном и вегетативно. Сетва се врши одмах по сазревању. Семе захтева хладну стратификацију ако се сеје у затвореном, пожељан предтретман у топлој води 24 сата. Вегетативно се може размножити из коренских резница које се узимају у децембру, дужине 4cm.